# Bentley 8 Litre

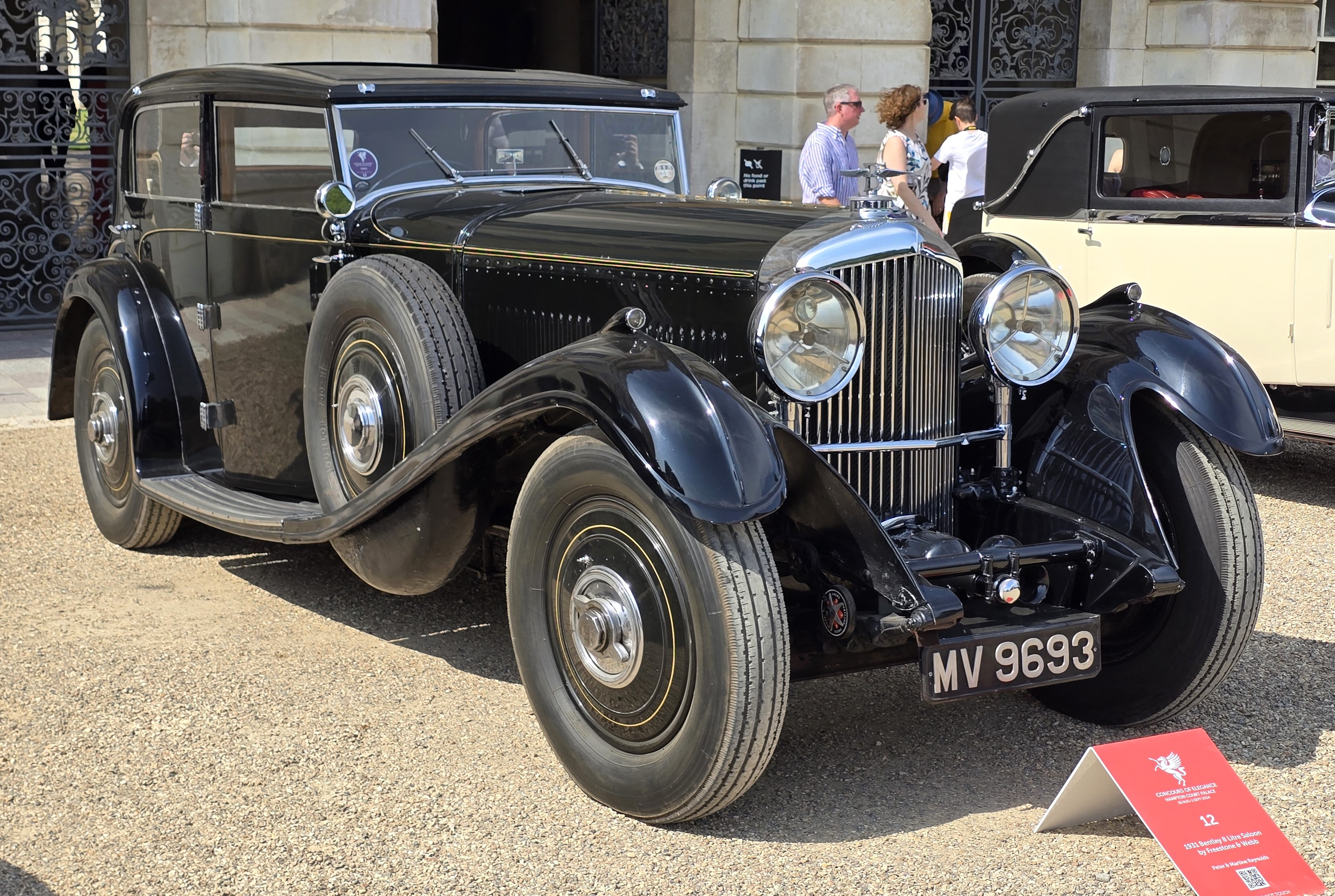
Bentley 8 Litre Saloon; Aufbau: Freestone & Webb

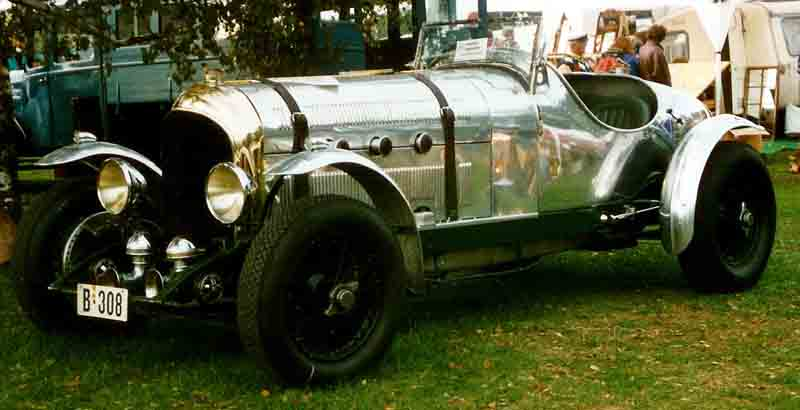
Bentley 8 Litre (kurzer Radstand); Aufbau: 2-Seater Sports

Der Bentley 8 Litre war ein Pkw-Modell des Herstellers Bentley. Die Fahrzeuge entstanden zwischen 1930 und 1932 aus den von Bentley angebotenen Fahrgestellen und Karosserieaufbauten verschiedener Stellmacherbetriebe.
Mit dem 8 Litre brach Bentley mit der Tradition, straßentaugliche Rennautomobile anzubieten. Der 8 Litre sollte im Marktsegment der Luxus-Reiselimousinen Fuß fassen.
Der Bentley 8 Litre war in seiner Langversion mit 3962 mm Radstand (kurz: 3658 mm) das damals größte Pkw-Chassis aus britischer Produktion und wog 3700 lb (1678 kg), das fertige Fahrzeug konnte je nach Aufbau zwei Tonnen erreichen. Der Sechszylindermotor mit Doppelzündung und vier Ventilen pro Zylinder hatte 7.983 cm³ Hubraum und erzeugte maximal 164 kW (220 hp) bei 3500/min. Die obenliegende Nockenwelle wurde über drei Schubstangen angetrieben. Mit 110 mm Bohrung und 140 mm Hub war der Motor langhubig ausgelegt. Zylinderblock und -kopf waren ein Graugussstück (Sackzylinder), das Kurbelgehäuse war aus Leichtmetall. Er erwies sich als durchzugsstark und laufruhig und konnte auch Fahrzeuge mit schweren Aufbauten auf über 100 Meilen pro Stunde (160 km/h) beschleunigen. Die Kraft wurde über eine Einscheibentrockenkupplung und ein Handschaltgetriebe mit vier Gängen auf die Hinterräder übertragen. Vorne und hinten hatte der Wagen starre Achsen an längs eingebauten Blattfedern. An allen Rädern gab es Trommelbremsen und 21-Zoll-Reifen. Die Bremsen waren servounterstützt.
Der 8 Litre war ursprünglich als limitierte Serie von 150 Chassis geplant. Entsprechend dieser Anzahl wurden Teile gebaut bzw. gekauft. Barnato entschied aber, Teile dieses Bestandes für die Produktion des Bentley 4 Litre zu verwenden. So entstanden die 50 4 Litre-Fahrgestelle aus nicht mehr für die 8-Litre-Produktion genutzten Teilen.
Der 8 Litre war ab Herbst 1930 verfügbar, wobei in diesem Jahr noch fünf Chassis gebaut wurden. 1931 wurden 62 Chassis unter Leitung von Bentley hergestellt. Nach der Zahlungsunfähigkeit Bentleys im Juli 1931 und der Übernahme durch Rolls-Royce im November 1931 wurde die Produktion weitergeführt. 1932 wurden aus den vorhandenen Teilen weitere 33 Chassis gebaut. Der erste Bentley 8 Litre wurde im Oktober 1930 zugelassen, der letzte im Dezember 1932. 100 Fahrgestelle wurden von Bentley und Rolls-Royce gebaut; 35 mit 145 Zoll Radstand (3658,6 mm) und 65 mit 153 Zoll Radstand (3963,4 mm).

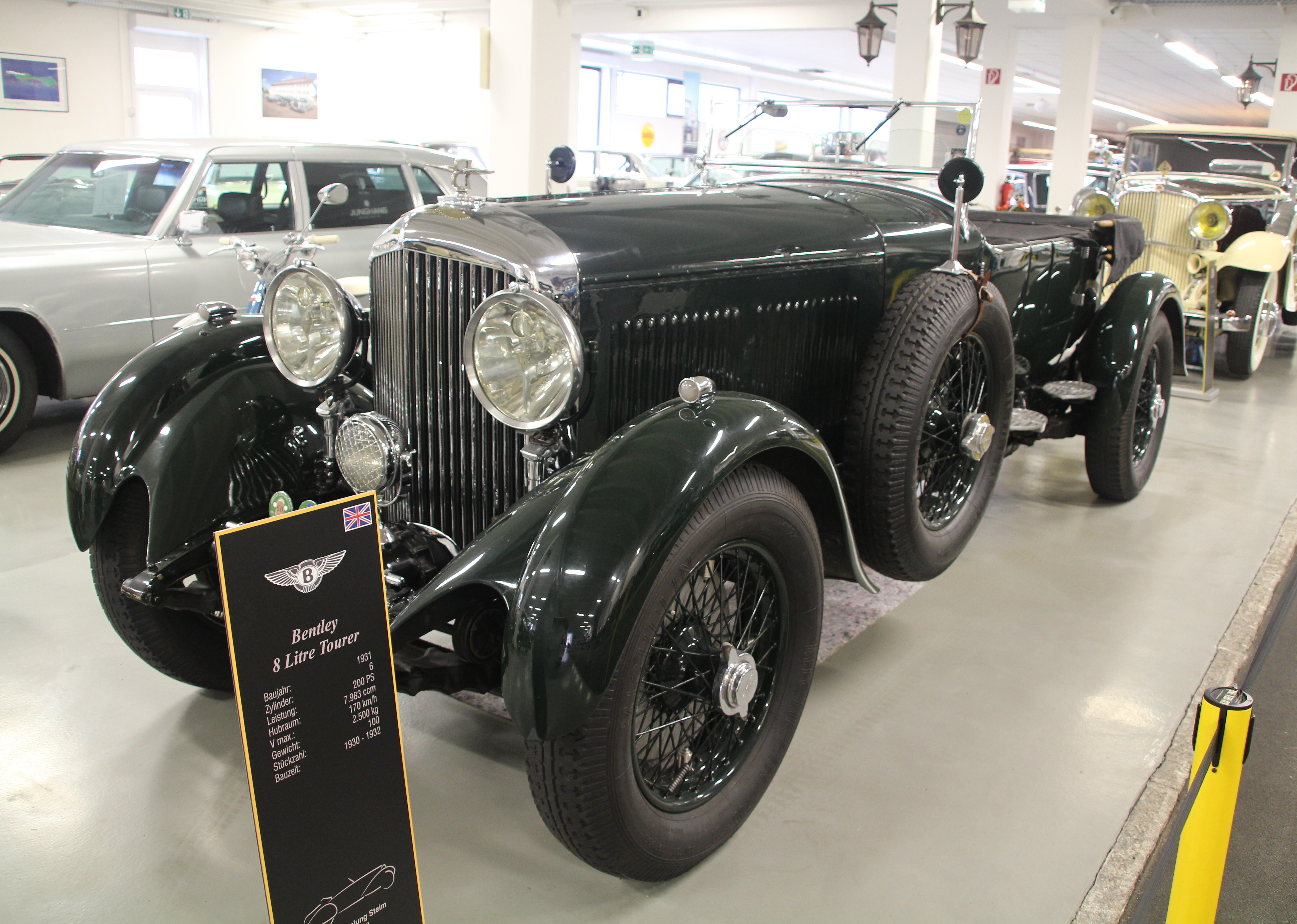
8 Litre Tourer (1931)
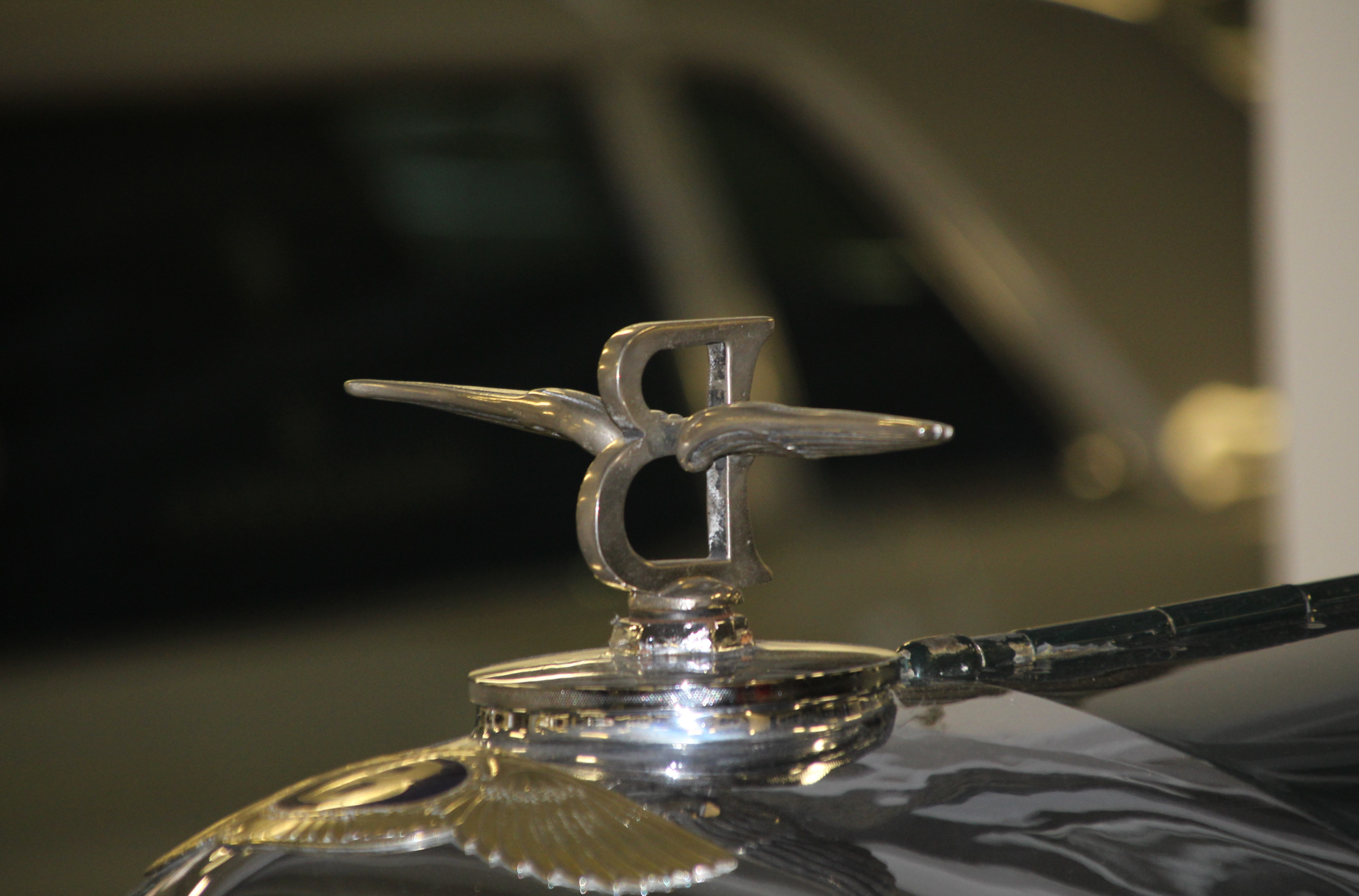
8 Litre Tourer (1931), Kühlersymbol
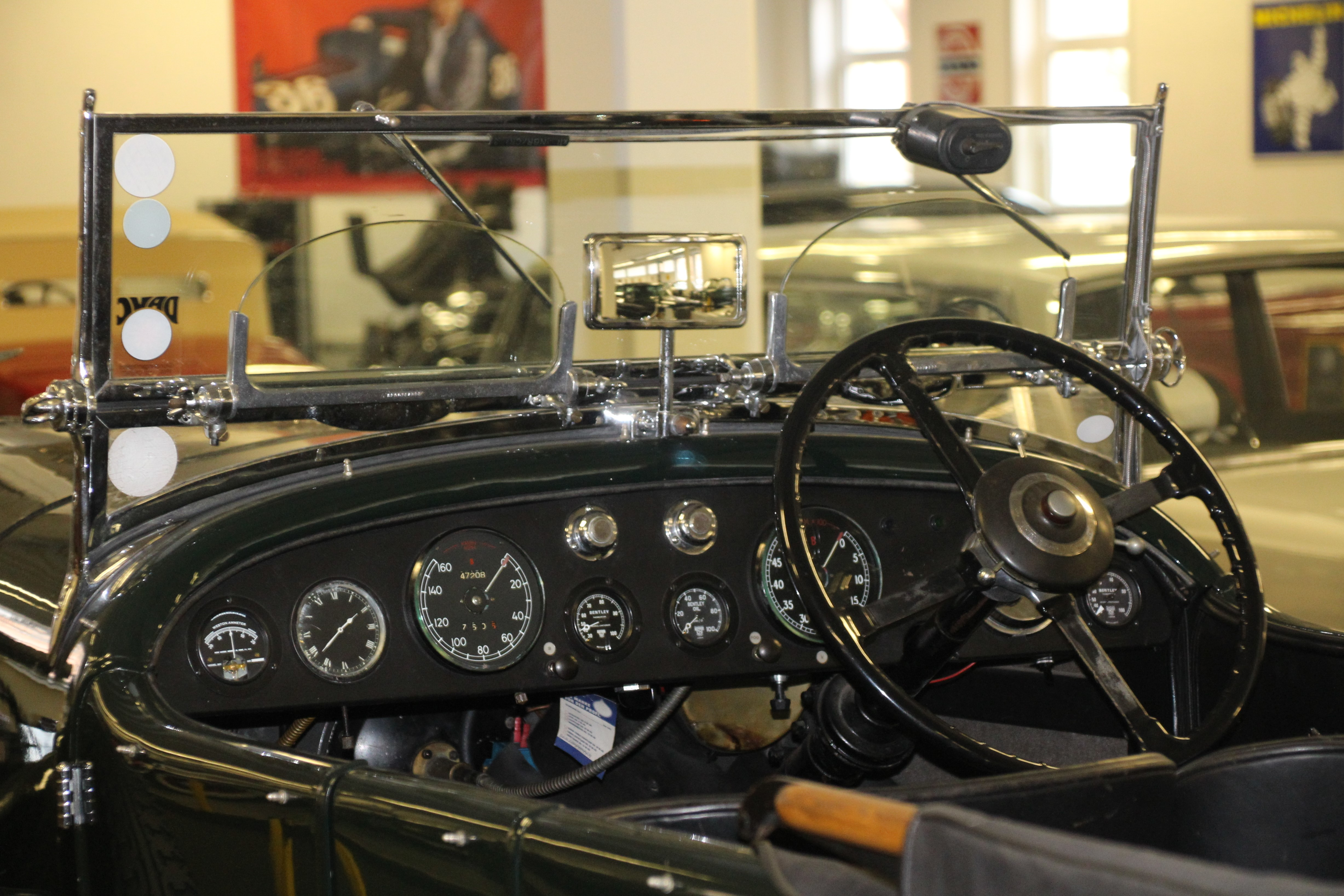
8 Litre Tourer Instrumententafel (1931)
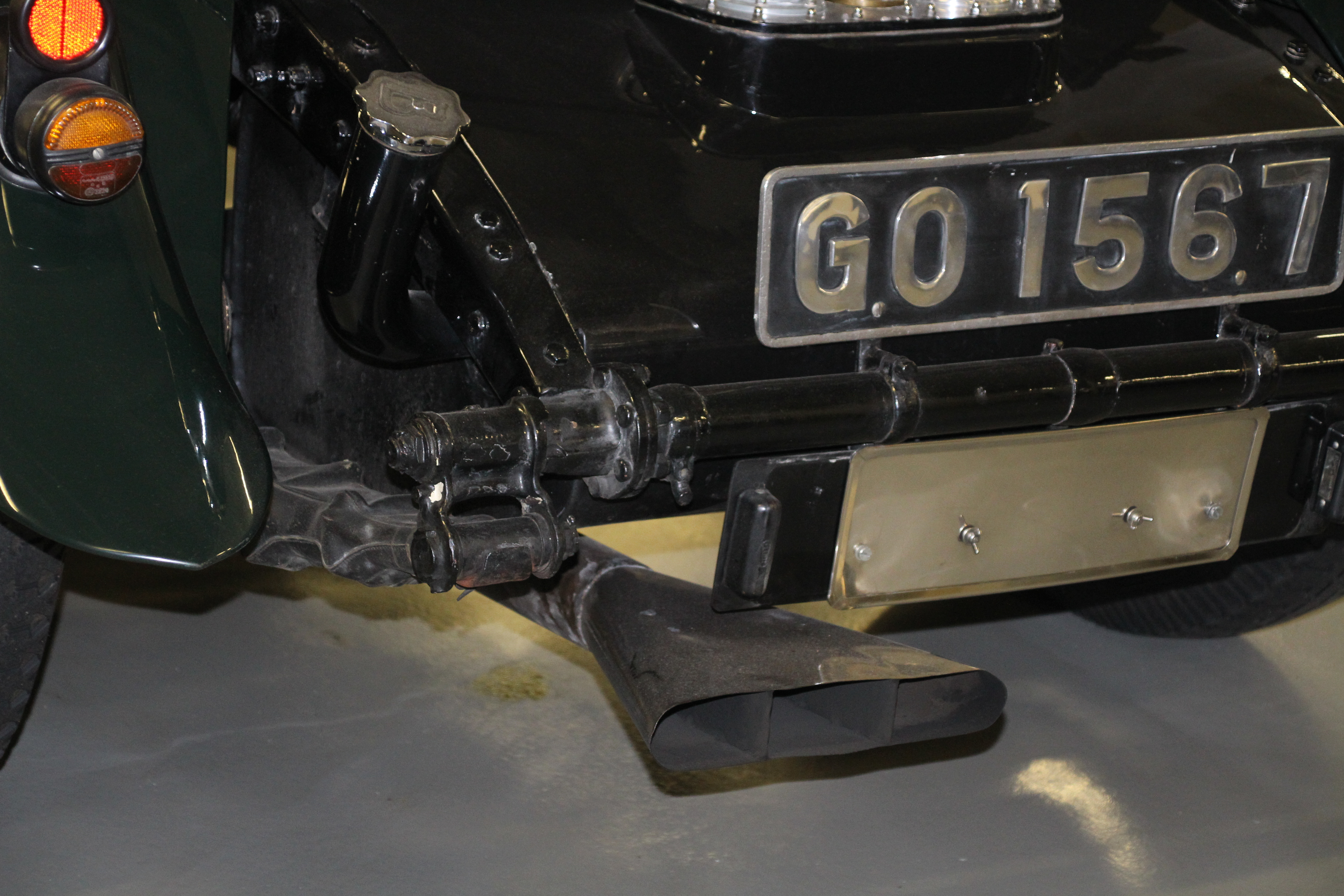
8 Litre Tourer (1931), Auspuffende